# Rafael González (schermidore)
Rafael Andrés González Aldalur (Chascomús, 29 aprile 1920 – 21 agosto 2007) è stato uno schermidore argentino.

## Biografia
Ha partecipato ai Giochi della XVII Olimpiade di Roma nel 1960 ed ai Giochi della XVIII Olimpiade di Tokyo nel 1964.

## Palmarès
In carriera ha conseguito i seguenti risultati:
- Giochi panamericani:

Chicago 1959: argento nella sciabola a squadre.